# Liffré

Liffré este o comună în departamentul Ille-et-Vilaine, Franța. În 1 ianuarie 2022 avea o populație de 8.987 de locuitori.